# Lobkova Balka, Horol
Lobkova Balka (în ucraineană Лобкова Балка) este un sat în comuna Ștompelivka din raionul Horol, regiunea Poltava, Ucraina.

## Demografie
Componența lingvistică a localității Lobkova Balka
     Ucraineană (96,61%)
Conform recensământului din 2001, majoritatea populației localității Lobkova Balka era vorbitoare de ucraineană (96,61%), existând în minoritate și vorbitori de alte limbi.